# Ричард Гиър
Ричард Тифани Гиър (на английски: Richard Tiffany Gere) е американски актьор, носител на Златен глобус и много други призове. Той участва в множество романтични и драматични филми и става известен още през 80-те години.

## Биография
Ричард Гиър е роден на 31 август 1949 във Филаделфия, САЩ. Той е второто от общо пет деца (има три сестри и един брат) в семейството на домакинята Дорис и застрахователния агент Хомър. През ученическите си години свири на музикални инструменти и пише музика за постановки. Завършва гимназия през 1967 и печели стипендия за университета в Масачузетс, където изучава философия и драматично изкуство. След две години прекъсва следването си, за да се посвети на театъра.
Първата му голяма роля е в рок-мюзикъла „Брилянтин“ (1973), поставен в Лондон. През следващите години участва в редица пиеси, сред които е и „Укротяване на опърничавата“ по Шекспир. Гиър дебютира в киното през 1970 с епизодични роли. През 1977 е забелязан с изпълнението си във филма с участието на Даян Кийтън „Looking for Mr. Goodbar“. На следващата година получава главната роля във филма на Терънс Малик „Райски дни“.
През 1980 г. изпълнява на Бродуей ролята на затворник в концентрационен лагер в пиесата „Bent“, за която е отличен с наградата „Theatre World Award“. През същата година култовата му роля във филма на Пол Шрайдър „Американско жиголо“ изстрелва актьорската му кариера нагоре, а участието му през 1982 в „Офицер и джентълмен“ затвърждава статута му на звезда. В този период актьорът се отправя и на пътешествие из Хондурас, Никарагуа и Салвадор – точно по времето на гражданската война там. Посещава много бежански лагери.
През годините, следващи завръщането му, кариерата му се върти около успешни и неуспешни филми, докато не изиграва сполучливите си превъплъщения в трилъра на Майк Фигис „Вътрешни афери“ (1990) и в романтичната мелодрама „Хубава жена“ (1991), която се превръща в една от класиките на този жанр. Гиър продължава с успешни роли във филми като „Съмърсби“ (1993), „Първичен страх“ (1996) и „Булката беглец“ (1999), където за втори път си партнира с актрисата Джулия Робъртс. През 2002 г. Ричард Гиър посвещава много време, за да се подготви за изпълнението си в мюзикъла „Чикаго“, за който е отличен заслужено със „Златен глобус“ и номиниран за наградата „Оскар“. Следва музикалната драма от 2004 „Ще танцуваме ли?“, където си партнира с Дженифър Лопес, а през 2008 излиза и екранизацията на романа на Никълъс Спаркс „Нощи в Роданте“ с участието на Даян Лейн.
През 1991 г. Гиър се оженва за популярната манекенка Синди Крофърд. Бракът им се разпада през 1995. Впоследствие живее с актрисата Кари Лоуъл, от която има син, роден на 6 февруари 2000 г.

## Активизъм
Гиър започва да се интересува от Будизма през 1978 година, когато посещава Непал и изследва живота на монасите и ламите там. Той става голям поддръжник на Далай Лама и приема будизма за своя религия. Оттогава свързва съдбата си с тази на Тибет и участва в редица организации в защита правата му. Заради бурната си подкрепа на независимостта на Тибет, Гиър има вечна забрана за влизане в Китай. През 1993 е прокуден от Оскарите, след като използва официалната церемония, за да се изкаже срещу китайското правителство. Гиър бойкотира и летните олимпийски игри 2008 в пореден опит да притисне Китай за тибетската независимост.
Успоредно с това Гиър участва в много кампании за борбата срещу СПИН, за защита на околната среда и екологично осъзнаване.

## Избрана филмография
| Година | Филм                         | Оригинално заглавие                                           | Роля                  | Режисьор                                                            |
| ------ | ---------------------------- | ------------------------------------------------------------- | --------------------- | ------------------------------------------------------------------- |
| 1975   | Доклад до комисаря           | Report to the Commissioner                                    | Били                  | Милтън Кацелас                                                      |
| 1978   | Райски дни                   | Days of Heaven                                                | Бил                   | Терънс Малик                                                        |
| 1978   | Кръвни братя                 | Bloodbrothers                                                 |                       | Робърт Мълиган                                                      |
| 1980   | Американско жиголо           | American Gigolo                                               | Джулиън Кей           | Пол Шрадер                                                          |
| 1982   | Офицер и джентълмен          | An Officer and a Gentleman                                    | Зак Майо              | Тейлър Хакфорд                                                      |
| 1984   | Котън клуб                   | The Cotton Club                                               | Майкъл (Дикси) Дуайър | Франсис Форд Копола                                                 |
| 1985   | Цар Давид                    | King David                                                    | Давид                 | Брус Берсфорд                                                       |
| 1986   | Сила                         | Power                                                         | Пит Сент-Джон         | Сидни Лумет                                                         |
| 1986   | Без милост                   | No Mercy                                                      | Еди Жилет             | Ричард Пиърс                                                        |
| 1988   | Далече от дома               | Miles from Home                                               | Франк Робъртс         | Гари Синийс                                                         |
| 1990   | Вътрешни афери               | Internal Affairs                                              | Денис Пек             | Майк Фигис                                                          |
| 1990   | Хубава жена                  | Pretty Woman                                                  | Едуард Луис           | Гари Маршал                                                         |
| 1991   | Рапсодия през август         | Rhapsody in August                                            | Кларк                 | Акира Куросава                                                      |
| 1992   | Последен анализ              | Final Analysis                                                | д-р Айзък Бар         | Фил Джоану                                                          |
| 1993   | Съмърсби                     | Sommersby                                                     | Джак Съмърсби         | Джон Еймъл                                                          |
| 1993   | Така започна всичко          | And the Band Played On                                        |                       | Роджър Спотисуд                                                     |
| 1993   | Г-н Джоунс                   | Mr. Jones                                                     | Г-н Джоунс            | Майк Фигис                                                          |
| 1994   | Точка на пресичане           | Intersection                                                  | Винсънт Ийстман       | Марк Райдел                                                         |
| 1995   | Първият рицар                | First Knight                                                  | Ланселот              | Джери Зъкър                                                         |
| 1996   | Първичен страх               | Primal Fear                                                   | Мартин Вейл           | Грегъри Хоблит                                                      |
| 1997   | Червеният ъгъл               | Red Corner                                                    | Джак Мур              | Джон Авнет                                                          |
| 1997   | Чакала                       | The Jackal                                                    | Деклан Малкуин        | Майкъл Кейтън-Джоунс                                                |
| 1999   | Булката беглец               | Runaway Bride                                                 | Айк Греъм             | Гари Маршъл                                                         |
| 2000   | Есен в Ню Йорк               | Autumn in New York                                            | Уил Кийн              | Джоан Чен                                                           |
| 2000   | Д-р Т. и жените              | Dr. T and the Women                                           | Д-р Т.                | Робърт Олтмън                                                       |
| 2002   | Послания от мрак             | The Mothman Prophecies                                        | Джон Клайн            | Марк Пелингтън                                                      |
| 2002   | Изневяра                     | Unfaithful                                                    | Едуард                | Ейдриън Лайн                                                        |
| 2002   | Чикаго                       | Chicago                                                       | Били Флин             | Роб Маршал                                                          |
| 2004   | Ще танцуваме ли?             | Shall We Dance?                                               | Джон Кларк            | Питър Челсъм                                                        |
| 2005   | Сезонът на буквите           | Bee Season                                                    | Сол                   | Скот Макгихи, Дейвид Сийгъл                                         |
| 2006   | Измамата                     | The Hoax                                                      | Клифърд Ървинг        | Ласе Халстрьом                                                      |
| 2007   | Паството                     | The Flock                                                     | Ерол Бабидж           | Андрю Лау                                                           |
| 2007   | Няма ме                      | I'm Not There                                                 | Дилън / Били Хлапето  | Тод Хайнс                                                           |
| 2007   | Ловът на Хънт                | The Hunting Party                                             | Саймън Хънт           | Ричард Шепърд                                                       |
| 2008   | Нощи в Роданте               | Nights in Rodanthe                                            | д-р Пол Фланър        | Джордж С. Улфи                                                      |
| 2009   | Бруклинските стражи          | Brooklyn's Finest                                             | Еди                   | Антоан Фукуа                                                        |
| 2009   | Хачи: Историята на едно куче | Hachi: A Dog's Tale                                           | Паркър Уилсън         | Ласе Халстрьом                                                      |
| 2009   | Амелия                       | Amelia                                                        | Джордж Пътнам         | Мира Наир                                                           |
| 2011   | Двойна игра                  | The Double                                                    | Пол Шепердсон         | Майкъл Бранд                                                        |
| 2012   | Арбитраж                     | Arbitrage                                                     | Робърт Милър          | Николас Ярецки                                                      |
| 2013   | Пълен т*шак                  | Movie 43                                                      |                       | Питър Фарели, Брет Ратнър, Джеймс Гън, Боб Оденкърк, Елизабет Банкс |
| 2014   | Хенри и аз                   | Henry & Me                                                    | Хенри (глас)          | Барет Еспозито                                                      |
| 2014   | От незапомнени времена       | Time Out of Mind                                              | Джордж                | Орен Моверман                                                       |
| 2015   | Благодетелят                 | The Benefactor                                                | Франи                 | Андрю Ф. Рензи                                                      |
| 2016   | Норман                       | Norman: The Moderate Rise and Tragic Fall of a New York Fixer | Норман Опенхаймер     | Джозеф Седар                                                        |
| 2017   | Вечерята                     | The Dinner                                                    | Стан Ломан            | Орен Муверман                                                       |